# Премия Оруэлла
Премия Оруэлла — премия за политическую литературу (The Orwell Prize for Political Fiction) — литературная награда за выдающиеся романы и сборники рассказов, впервые опубликованные в Великобритании и освещающие основные социальные и политические темы, настоящие или прошлые, через искусство повествования. В ноябре 2018 года Фонд Оруэлла (The Orwell Foundation), управляющий авторскими правами на знаменитые романы-антиутопии «1984» и «Скотный двор» объявил о переименовании существующей с 1993 года Премии имени Джорджа Оруэлла (The Orwell Prize for Books), которая вручалась независимо от жанра произведения, в Премию Оруэлла за политические произведения (The Orwell Prize for Political Writing), которая будет вручаться только за нехудожественную литературу. Одновременно учреждена новая Премия Оруэлла за политическую литературу для авторов художественных литературных произведений. Новую премию будет спонсировать литературное агентство имения Оруэлла «A. M. Heath», которое в 2019 году отмечает свое столетие, и сын Джорджа Оруэлла Ричард Блэр. Фонд, который базируется в Институте перспективных исследований UCL, будет тесно сотрудничать с Департаментом английского языка и литературы UCL, который также выдвинет одного из четырёх судей премии. Первое вручение награды состоялось в июне 2019 года. Победитель получает денежный приз в размере £30 000 и статуэтку.